# Peter von Bagh

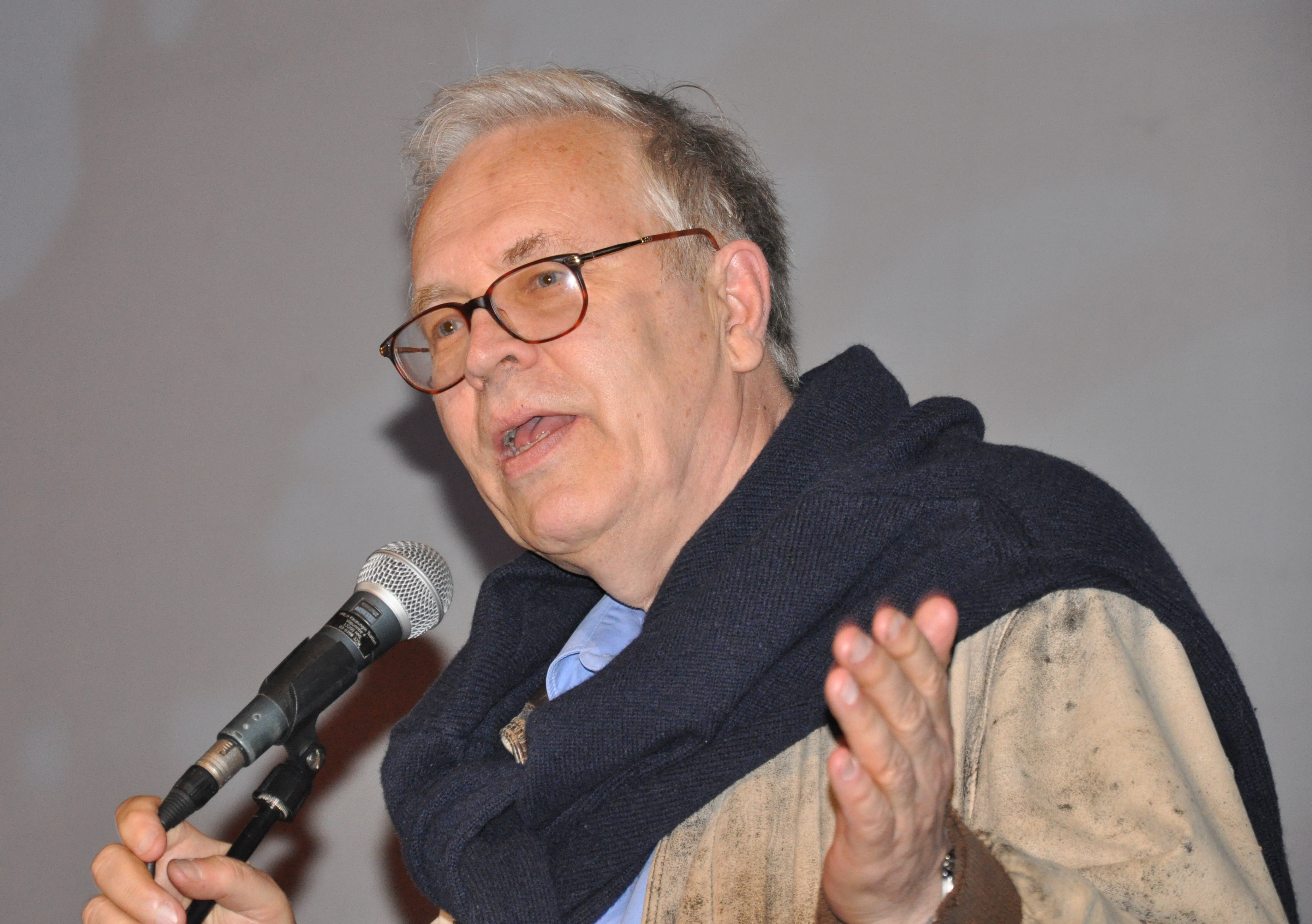
Peter von Bagh (2009)

Kari Peter Conrad von Bagh (* 29. August 1943 in Helsinki, Finnland; † 17. September 2014 ebenda) war ein finnischer Filmhistoriker, Regisseur, Autor und Hochschullehrer.

## Leben
Von Bagh schloss 1961 in Oulu die höhere Schule ab. 1970 wurde er Master of Arts an der Universität Helsinki mit einer Arbeit über den Film Vertigo von Alfred Hitchcock. 2002 wurde er zum Doktor der Sozialwissenschaften promoviert.
Der Filmhistoriker schrieb in seinem Leben 40 Bücher, in den meisten Fällen über Themen zum Kino, und arbeitete als Regisseur für 60 Kino- und Fernsehfilme. Er lehrte an mehreren Schulen und Universitäten, so zum Beispiel sein 2001 an der Aalto-Universität in Helsinki. 2009 schrieb er das Buch Salainen muisti, welches als Schulbuch über Kino und Film konzipiert ist.
Von Bagh war 1986 Mitbegründer und danach Leiter des Midnight Sun Film Festival in Sodankylä im finnischen Lappland. Seit 2001 war er künstlerischer Leiter des Festivals Il Cinema Ritrovato in Bologna in Italien. 2004 war er Mitglied der Jury bei den Wettbewerben der Internationalen Filmfestspiele in Cannes.
In den Jahren von 1966 bis 1969 war von Bagh Leiter des Finnischen Filmarchivs und danach der Planer der Programme des Archivs bis 1984.
Von Bagh war Übersetzer von drei Romanen von B. Traven. Sein Buch über den finnischen Filmregisseur Aki Kaurismäki erschien 2014 in deutscher Sprache.

## Veröffentlichungen (Auswahl)
- Elukovan historia. Udistetto painos 1990 ja 2004. Weilin + Göös, Helsinki 1975, ISBN 978-951-3-51333-7.
- Aki Kaurismäki. WSOY, Helsinki 2006, ISBN 978-951-0-31773-0
  - deutsch: Kaurismäki über Kaurismäki. Alexander Verlag, Berlin 2014, ISBN 978-3-89581-342-9

## Preise und Auszeichnungen
- 1984 bis 1999: Künstler-Stipendium für 15 Jahre des Arts Promotion Centre Finland.
- Für sein Werk erhielt er eine Anzahl Preise und Auszeichnungen, unter anderem 2007 den Finlandia-Preis für das Sachbuch Sininen laulu (Die Lieder Finnlands).
- 2011: Stipendium der Finnischen Kulturstiftung (Suomen Kultuuriahasto).